# Verna Bloom
Verna Bloom (* 7. August 1938 in Lynn, Massachusetts; † 9. Januar 2019 in Bar Harbor, Maine) war eine US-amerikanische Schauspielerin.

## Leben
Bloom besuchte die Boston University und schloss 1959 ihr Kunststudium mit dem Bachelorgrad ab. Danach nahm sie in New York Schauspielunterricht bei Uta Hagen und Herbert Bergdorf und hatte 1967 ein erstes Engagement am Broadway. Ende der 1960er Jahre begann ihre Filmkarriere, an der Seite von Robert Forster spielte sie 1969 die weibliche Hauptrolle in Medium Cool, 1971 spielte sie neben Peter Fonda und Warren Oates im Western Der weite Ritt.
Eine ihrer wichtigsten Rollen spielte sie 1973 in Clint Eastwoods Ein Fremder ohne Namen. In der kommerziell erfolgreichsten Filmkomödie der 1970er Jahre, Ich glaub’, mich tritt ein Pferd (National Lampoons Animal House), spielte sie die Ehefrau von Universitätsdekan Wormer. Ihre letzte größere Filmrolle war die Darstellung der Jungfrau Maria in Martin Scorseses Die letzte Versuchung Christi 1988, seither war sie nur noch unregelmäßig in Fernsehserien wie Der Equalizer (1988/1989), Dr. Quinn – Ärztin aus Leidenschaft (1993) und The West Wing – Im Zentrum der Macht (2003) zu sehen.
Verna Bloom war seit 1972 mit dem Filmkritiker und Drehbuchautor Jay Cocks verheiratet. Sie starb im Januar 2019 im Alter von 80 Jahren an Komplikationen ihrer Demenzerkrankung.

## Filmografie
- 1967: N.Y.P.D. (Fernsehserie, eine Folge)
- 1969: Bonanza (Fernsehserie, eine Folge)
- 1969: Medium Cool
- 1969: Children’s Games
- 1971: Der weite Ritt (The Hired Hand)
- 1972: Particular Men (Fernsehfilm)
- 1973: Doc Elliot (Fernsehserie, Pilotfilm)
- 1973: Ein Fremder ohne Namen (High Plains Drifter)
- 1973: Wie ein Panther in der Nacht (Badge 373)
- 1973, 1976: Police Story (Fernsehserie, zwei Folgen)
- 1974: Where Have All the People Gone (Fernsehfilm)
- 1975: Sarah T. - Portrait of a Teenage Alcoholic (Fernsehfilm)
- 1975: Bumpers Revier (The Blue Knight, Pilotfilm)
- 1976: Kojak – Einsatz in Manhattan (Kojak, Fernsehserie, eine Folge)
- 1977: Gibbsville (Fernsehserie, eine Folge)
- 1977: Visions (Fernsehserie, eine Folge)
- 1977: Das Cherry-Street-Fiasko (Contract on Cherry Street, Fernsehfilm)
- 1977: Lou Grant (Fernsehserie, eine Folge)
- 1978: Ich glaub’, mich tritt ein Pferd (National Lampoon’s Animal House)
- 1980: Playing for Time (Fernsehfilm)
- 1981: Kopfgeld-Jäger, Anruf genügt (Rivkin: Bounty Hunter, Fernsehfilm)
- 1982: Honkytonk Man
- 1985: Déjà Vu
- 1985: Die Abenteuer der Natty Gann (The Journey of Natty Gann)
- 1985: Promises to Keep (Fernsehfilm)
- 1985: Die Zeit nach Mitternacht (After Hours)
- 1987: Cagney & Lacey (Fernsehserie, eine Folge)
- 1988: Die letzte Versuchung Christi (The Last Temptation of Christ)
- 1988–1989: Der Equalizer (The Equalizer, Fernsehserie, zwei Folgen)
- 1993: Dr. Quinn – Ärztin aus Leidenschaft (Dr. Quinn, Medicine Woman, Fernsehserie, eine Folge)
- 2003: Where Are They Now?: A Delta Alumni Update (Kurzfilm)
- 2003: The West Wing – Im Zentrum der Macht (The West Wing, Fernsehserie, eine Folge)

## Auszeichnungen
- 1970: Dritter Platz bei den National Society of Film Critics Awards, USA in den Kategorien Beste Hauptdarstellerin (geteilt mit Maggie Smith und Ingrid Thulin) und Beste Nebendarstellerin (geteilt mit Dyan Cannon und Celia Johnson) für Medium Cool